# Saint-Pierre-Roche
Pour les articles homonymes, voir Saint-Pierre.
Saint-Pierre-Roche est une commune française, située dans le département du Puy-de-Dôme en région Auvergne-Rhône-Alpes.

## Géographie

### Localisation
Saint-Pierre-Roche est située au sud-ouest du département du Puy-de-Dôme.
Cinq communes sont limitrophes (six en incluant le quadripoint avec Mazaye) :
| Gelles   | Mazaye (quadripoint) | Olby                      |
|          | Saint-Pierre-Roche   |                           |
| Perpezat | Rochefort-Montagne   | Saint-Bonnet-près-Orcival |

### Climat
Pour des articles plus généraux, voir Climat d'Auvergne-Rhône-Alpes et Climat du Puy-de-Dôme.
En 2010, le climat de la commune est de type climat des marges montargnardes, selon une étude du Centre national de la recherche scientifique s'appuyant sur une série de données couvrant la période 1971-2000. En 2020, Météo-France publie une typologie des climats de la France métropolitaine dans laquelle la commune est exposée à un climat de montagne ou de marges de montagne et est dans la région climatique Ouest et nord-ouest du Massif Central, caractérisée par une pluviométrie annuelle de 900 à 1 500 mm, maximale en automne et en hiver.
Pour la période 1971-2000, la température annuelle moyenne est de 8,9 °C, avec une amplitude thermique annuelle de 15,2 °C. Le cumul annuel moyen de précipitations est de 1 044 mm, avec 12,1 jours de précipitations en janvier et 8,4 jours en juillet. Pour la période 1991-2020, la température moyenne annuelle observée sur la station météorologique de Météo-France la plus proche, « Gelles », sur la commune de Gelles à 7 km à vol d'oiseau, est de 9,5 °C et le cumul annuel moyen de précipitations est de 1 026,1 mm,. Pour l'avenir, les paramètres climatiques de la commune estimés pour 2050 selon différents scénarios d'émission de gaz à effet de serre sont consultables sur un site dédié publié par Météo-France en novembre 2022.

## Urbanisme

### Typologie
Au 1er janvier 2024, Saint-Pierre-Roche est catégorisée commune rurale à habitat dispersé, selon la nouvelle grille communale de densité à sept niveaux définie par l'Insee en 2022.
Elle est située hors unité urbaine. Par ailleurs la commune fait partie de l'aire d'attraction de Clermont-Ferrand, dont elle est une commune de la couronne,. Cette aire, qui regroupe 209 communes, est catégorisée dans les aires de 200 000 à moins de 700 000 habitants,.

### Occupation des sols
L'occupation des sols de la commune, telle qu'elle ressort de la base de données européenne d’occupation biophysique des sols Corine Land Cover (CLC), est marquée par l'importance des territoires agricoles (87,4 % en 2018), une proportion identique à celle de 1990 (87,4 %). La répartition détaillée en 2018 est la suivante : prairies (69,4 %), zones agricoles hétérogènes (18,1 %), forêts (10,1 %), zones urbanisées (2,5 %). L'évolution de l’occupation des sols de la commune et de ses infrastructures peut être observée sur les différentes représentations cartographiques du territoire : la carte de Cassini (XVIIIe siècle), la carte d'état-major (1820-1866) et les cartes ou photos aériennes de l'IGN pour la période actuelle (1950 à aujourd'hui).

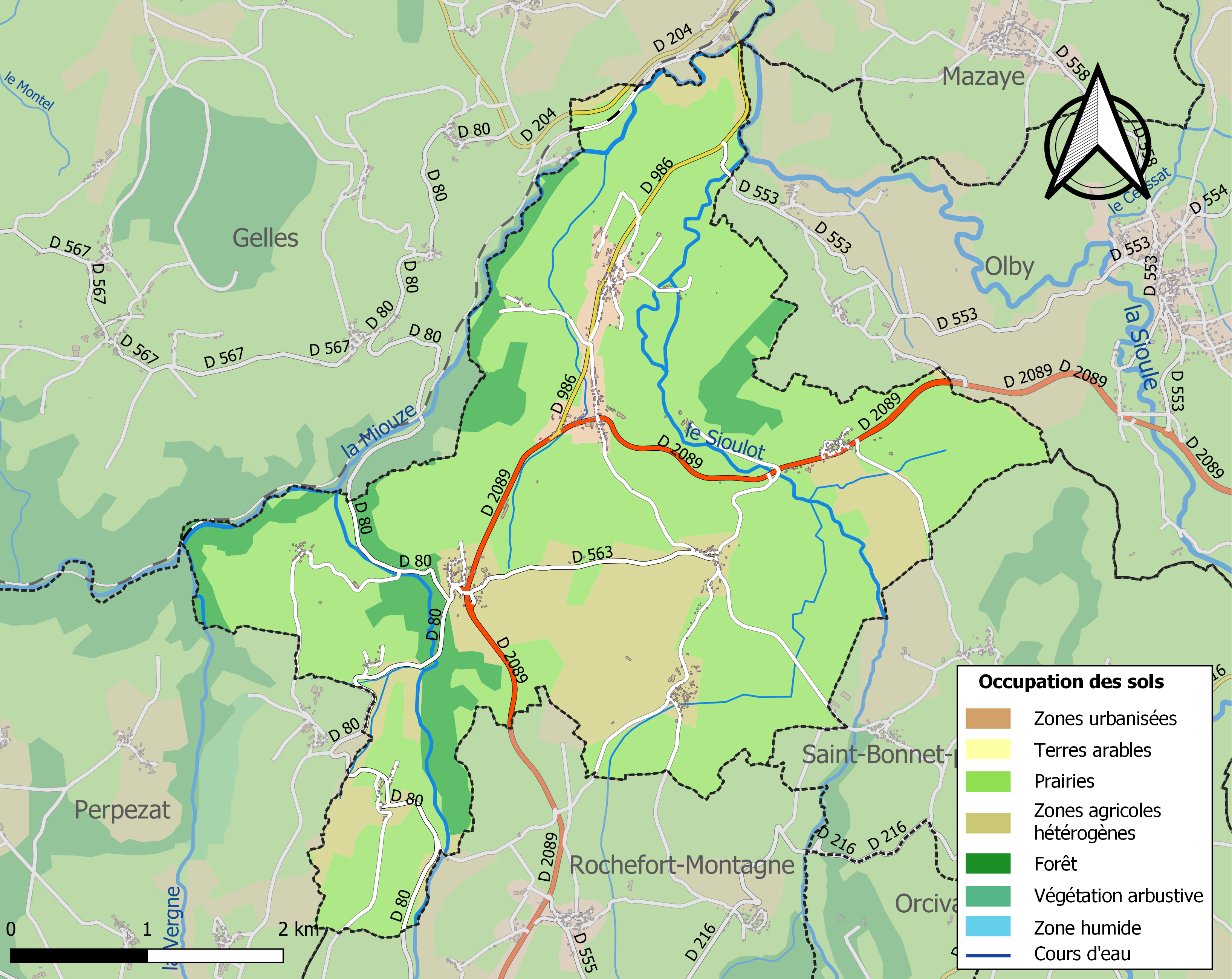
Carte des infrastructures et de l'occupation des sols de la commune en 2018 (CLC).

### Voies de communication et transports
La commune est traversée par plusieurs routes départementales :
- d'est en ouest, la route départementale 2089, ancienne route nationale 89 reliant Clermont-Ferrand à Rochefort-Montagne, Tulle et Bordeaux ;
- vers le nord, la route départementale 986, ancienne route nationale 686 reliant la D 2089 près de Massagettes à Pontgibaud ;
- à l'ouest, la D 80 dessert le village de Massages ;
- le chef-lieu est desservi par la route départementale 563 au départ de Massages.

## Histoire
Au cours de la période révolutionnaire de la Convention nationale (1792-1795), la commune a porté le nom de Roche.

## Politique et administration

### Découpage territorial
La commune de Saint-Pierre-Roche est membre de la communauté de communes Dômes Sancy Artense, un établissement public de coopération intercommunale (EPCI) à fiscalité propre créé le 1er janvier 2017 dont le siège est à Rochefort-Montagne. Ce dernier est par ailleurs membre d'autres groupements intercommunaux. Jusqu'en 2016, elle faisait partie de la communauté de communes de Rochefort-Montagne.
Sur le plan administratif, elle est rattachée à l'arrondissement d'Issoire depuis 2017, à la circonscription administrative de l'État du Puy-de-Dôme et à la région Auvergne-Rhône-Alpes. Avant mars 2015, elle faisait partie du canton de Rochefort-Montagne.
Sur le plan électoral, elle dépend du canton d'Orcines pour l'élection des conseillers départementaux, depuis le redécoupage cantonal de 2014 entré en vigueur en 2015, et de la troisième circonscription du Puy-de-Dôme pour les élections législatives, depuis le dernier découpage électoral de 2010.

### Élections municipales et communautaires

#### Élections de 2020
Le conseil municipal de Saint-Pierre-Roche, commune de moins de 1 000 habitants, est élu au scrutin majoritaire plurinominal à deux tours avec candidatures isolées ou groupées et possibilité de panachage. Compte tenu de la population communale, le nombre de sièges à pourvoir lors des élections municipales de 2020 est de 11. La totalité des candidats en lice est élue dès le premier tour, le 15 mars 2020, avec un taux de participation de 60,41 %.

#### Chronologie des maires
| Période   | Période                    | Identité              | Étiquette | Qualité                        |
| --------- | -------------------------- | --------------------- | --------- | ------------------------------ |
| 1792      | 1796                       | Laurent Mignot        |           |                                |
| 1796      | 1801                       | Martin Boucheix       |           |                                |
| 1801      | 1815                       | Antoine de la Farge   |           |                                |
| 1815      | 1815                       | Jean Gilbert Boucheix |           |                                |
| 1815      | 1826                       | Antoine de la Farge   |           |                                |
| 1826      | 1840 (décès)               | Joseph Beaudonnat     |           | Décédé en fonction             |
| 1840      | 1846                       | Pierre Fournial       |           |                                |
| 1846      | 1870                       | Antoine Andanson      |           |                                |
| 1870      | 1881 (décès)               | Guillaume de la Farge |           | Conseiller général (1871-1881) |
| 1882      | 1892                       | Antoine Fournier      |           |                                |
| 1892      | 1908                       | Léger Cohade          |           |                                |
| 1908      | 1909                       | Antoine Lafarge       |           |                                |
| 1909      | 1911                       | Jean Andanson         |           |                                |
| 1912      | 1935                       | Michel Ollier         |           |                                |
| 1935      | 1945                       | Francisque Rivalier   |           |                                |
| 1945      | 1950 (décès)               | Jean Andanson         |           |                                |
| 1951      | 1959                       | Antoine Cluzel        |           |                                |
| 1959      | 1989                       | Fernand Ladant        |           |                                |
| 1989      | 2001                       | Louis Chirat          |           |                                |
| mars 2001 | En cours (au 18 août 2021) | Joël Flandin,         |           | Cadre retraité                 |

## Population et société

### Démographie
L'évolution du nombre d'habitants est connue à travers les recensements de la population effectués dans la commune depuis 1793. Pour les communes de moins de 10 000 habitants, une enquête de recensement portant sur toute la population est réalisée tous les cinq ans, les populations de référence des années intermédiaires étant quant à elles estimées par interpolation ou extrapolation. Pour la commune, le premier recensement exhaustif entrant dans le cadre du nouveau dispositif a été réalisé en 2008.

En 2022, la commune comptait 500 habitants, en évolution de +11,86 % par rapport à 2016 (Puy-de-Dôme : +2,1 %, France hors Mayotte : +2,11 %).
| 1793 | 1800 | 1806 | 1821 | 1831 | 1836 | 1841 | 1846 | 1851 |
| ---- | ---- | ---- | ---- | ---- | ---- | ---- | ---- | ---- |
| 960  | 883  | 947  | 950  | 996  | 892  | 885  | 900  | 913  |

| 1856 | 1861 | 1866 | 1872 | 1876 | 1881 | 1886 | 1891 | 1896 |
| ---- | ---- | ---- | ---- | ---- | ---- | ---- | ---- | ---- |
| 864  | 853  | 860  | 865  | 905  | 860  | 853  | 860  | 820  |

| 1901 | 1906 | 1911 | 1921 | 1926 | 1931 | 1936 | 1946 | 1954 |
| ---- | ---- | ---- | ---- | ---- | ---- | ---- | ---- | ---- |
| 818  | 802  | 724  | 699  | 660  | 637  | 618  | 544  | 603  |

| 1962 | 1968 | 1975 | 1982 | 1990 | 1999 | 2006 | 2008 | 2013 |
| ---- | ---- | ---- | ---- | ---- | ---- | ---- | ---- | ---- |
| 521  | 478  | 424  | 406  | 385  | 335  | 383  | 397  | 422  |

| 2018 | 2022 | - | - | - | - | - | - | - |
| ---- | ---- | - | - | - | - | - | - | - |
| 478  | 500  | - | - | - | - | - | - | - |

## Culture locale et patrimoine

### Lieux et monuments

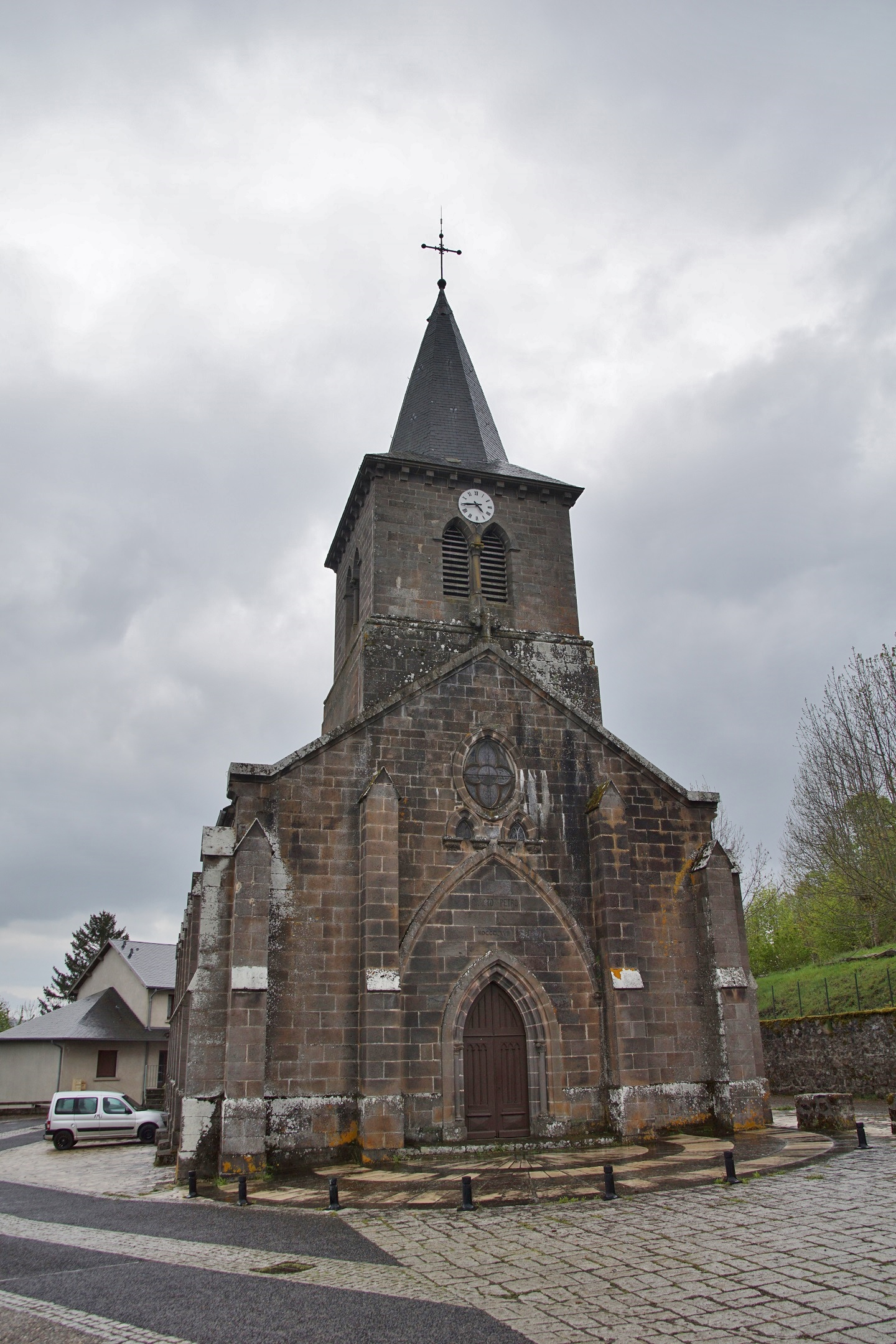
L'église paroissiale Saint-Pierre.

L'église de Saint-Pierre-Roche a été reconstruite en 1867. Celle de Massagettes est construite vers 1870 et elle est placée sous le vocable de « Notre Dame du Purgatoire, reine de l'espérance » (selon l'inscription gravée sur le porche de l'édifice).
Dans le village de Prades se trouve une croix datée de 1095, année de la première croisade prêchée à Clermont.

### Personnalités liées à la commune
- François Boucheix,  peintre surréaliste français.

### Héraldique
| Blason de Saint-Pierre-Roche | Blason  | D'azur au chevron d'argent accompagné en chef d'un croissant d'or accosté de deux étoiles d'argent et en pointe d'un arbre cousu* de sinople.                                           |
| Blason de Saint-Pierre-Roche | Détails | * Ces armes emploient le terme « cousu » dans le seul but de contrevenir à la règle de contrariété des couleurs : elles sont fautives. Le statut officiel du blason reste à déterminer. |